# Présidence d'Émile Loubet
 (novembre 2021).
Si vous disposez d'ouvrages ou d'articles de référence ou si vous connaissez des sites web de qualité traitant du thème abordé ici, merci de compléter l'article en donnant les références utiles à sa vérifiabilité et en les liant à la section « Notes et références ».
Président de la République française
Présidence de Félix Faure Présidence d'Armand Fallières
La présidence d'Émile Loubet, en tant que 8e président de la République française, dura du 18 février 1899 au 18 février 1906. Arrivé au pouvoir au milieu d'une période troublée par des tensions nationalistes, Loubet hérita de l'affaire Dreyfus à laquelle il mit provisoirement un terme en accordant la grâce présidentielle au capitaine Alfred Dreyfus accusé d'espionnage pour le compte de l'Allemagne. Face à la fracture de la société française et la montée des ligues extrémistes, Loubet confia au président du Conseil, Pierre Waldeck-Rousseau, la mise en place d'un gouvernement de « défense républicaine » qui fut l'un des plus stables de l'histoire politique française.
En politique intérieure, son septennat fut essentiellement marqué par la loi de séparation des Églises et de l'État inaugurant le régime de la laïcité et par la loi de 1901 autorisant la création des associations et des partis politiques. Dans le domaine des affaires étrangères, le président Loubet renforça l'alliance franco-russe et affermit ses relations avec l'Angleterre en ratifiant le pacte de l'Entente cordiale, ce qui permit à la France de s'opposer à la puissance montante de l'Allemagne sur le théâtre européen.
À l'issue de son mandat, il n'a pas souhaité se représenter, et se retire définitivement de la vie politique.

## Sources
- Thierry Cornillet, Émile Loubet ou La modération au pouvoir, Lyon, Les Grilles d'or, coll. « Pages d'histoire », 2008, 284 p. (ISBN 978-2-917886-04-5, BNF 41489251).
- Coll., Le Président Émile Loubet, Grenoble, Gratier, coll. « Le Dauphiné historique », 1900, 253 p. (BNF 37266477)
Le Président Émile Loubet sur Gallica.
- Abel Combarieu, Sept ans à l’Élysée avec le président Loubet : de l'affaire Dreyfus à la conférence d'Algésiras, 1899-1906, Paris, Hachette, 1932 (BNF 35770072).
- Matthieu Pibarot et René Girault (dir.), Émile Loubet et les Relations internationales : 1899-1906 (mémoire de diplôme d'études supérieures en histoire des relations internationales), Paris, université Panthéon-Sorbonne, 1992, 322 p. (OCLC 492268177).